# Hélène O'Loy
Hélène O'Loy (titre original : Helen O’Loy) est une nouvelle de science-fiction de Lester del Rey. L'identité de l'héroïne résulte du nom d’Hélène de Troie et d'un jeu de mots avec « alloy » (alliage). La nouvelle a été proposée au prix Hugo de la meilleure nouvelle courte 1939, sans recevoir la distinction (nouvelles proposées en 2014).

## Parutions

### Parutions aux États-Unis
La nouvelle est parue dans Astounding Science Fiction no 97 en décembre 1938.
Elle a par la suite été publiée à de nombreuses reprises dans divers recueils ou anthologies.
La dernière publication remonte à 2017, dans l'anthologie The Robot Megapack.

### Parutions en France
La nouvelle a été initialement publiée sous le titre Hélène O'Loy en 1974 dans l'anthologie Histoires de robots (rééditions en 1976, 1978, 1984, 1986 et 1997).
Elle a ensuite été publiée sous le titre Helen A'Lliage dans Les Meilleurs récits de Astounding Science Fiction - 2 : période 38-45, éd. J'ai lu, 3e trimestre 1979 (2-277-11988-1), no 988.
Elle a encore été publiée dans 1901-1937, les premiers maîtres, éditions Librio, collection SF-Fantastique no 345, janvier 2000,  (ISBN 2-290-30094-2) (réédition en février 2003).

### Parutions dans d'autres pays
La nouvelle a été publiée :
- en espagnol sous le titre Helen O'Loy (1957)[4] ;
- en japonais sous le titre 愛しのヘレン (1960)[5] ;
- en néerlandais sous le titre Helen van Alloyen (1976)[6] ;
- en allemand :
  - sous le titre Helena (1977)[7] ;
  - sous le titre Helen O'Loy (1980)[8].

## Résumé
Dave et Phil, deux étudiants talentueux, créent leur « femme idéale », Hélène, à partir d'un androïde acheté chez un spécialiste. Ils améliorent tellement la belle Helen qu'elle finit par ressembler à une vraie femme, et même à éprouver des sentiments humains. 
Ce qui n'était pas prévu se produit : Helen tombe amoureuse de Dave. Ce dernier a du mal à accepter l'amour d'une androïde. Phil apporte des modifications à Helen, de sorte que Dave puisse l'accepter. Dave et Helen se mettent à vivre ensemble. Au fil des années, Phil, en secret, modifie l'apparence physique d'Helen (rajout de matières graisseuses, rajout de rides) afin que son apparence vieillisse au même rythme que Dave. 
La nouvelle se termine par un courrier rédigé par Helen, adressé à Phil, l'informant de la mort de son ami. Elle lui demande de la tuer afin qu'elle puisse reposer pour l’éternité avec son grand amour. Phil obéit à Helen, et révèle au lecteur qu'il est resté célibataire toute sa vie car « il n'y avait qu'une Hélène O’Loy »… et qu'il l'a aimée comme Dave l'avait aimée.